# Haspelschiedt
Haspelschiedt är en kommun i departementet Moselle i regionen Grand Est (tidigare regionen Lorraine) i nordöstra Frankrike. Kommunen ligger i kantonen Bitche som tillhör arrondissementet Sarreguemines. År 2022 hade Haspelschiedt 292 invånare.

## Befolkningsutveckling
Antalet invånare i kommunen Haspelschiedt
| Referens: INSEE |